# Manuel Cardenal Dominicis
Manuel Cardenal Dominicis (Sevilla, 19 de agosto de 1873-Madrid, 5 de mayo de 1956) fue un militar español. Participó en la guerra de Cuba, recibió la Gran cruz de la Orden de San Hermenegildo en 1934 y permaneció leal a la República durante la Guerra Civil Española.

## Biografía
Ingresó en el Ejército el 14 de agosto de 1889, aunque el 1 de septiembre de 1890 pasó a la Academia de Artillería de Segovia. Llegó a participar en la guerra de Cuba, de la que regresó para conocer a su primogénito, Manuel. En 1912, el 19 de junio se publicó en el Diario de Avisos la noticia de la concesión de la «cruz blanca del Mérito Militar, pensionada», siendo aun capitán de Artillería. Para enero de 1931 ya ostentaba el rango de coronel, llegando a mandar el Regimiento de Artillería de Costa n.º 3 y la segunda sección de la Escuela Central de Tiro. Ascendió al rango de general de brigada el 30 de junio de 1934.
En enero de 1936 fue nombrado jefe de la 1.ª Brigada de Artillería, con sede en Madrid. Cuando se produjo el estallido de la Guerra Civil seguía al frente de la 1.ª Brigada de Artillería, y se mantuvo fiel a la República, asumiendo brevemente el mando de la I División Orgánica. Presidió el Consejo de Guerra que juzgó a los oficiales rebeldes de Barcelona y asistió al juicio contra los oficiales rebeldes en Madrid. Posteriormente asumió el puesto de comandante militar de Madrid, donde durante algún tiempo estuvo a cargo de la artillería de este frente. En la primavera de 1938 asumió temporalmente el mando del Ejército del Centro, en sustitución del general José Miaja.
Al final de la contienda intentó refugiarse en la embajada de Chile, aunque no lo consiguió y finalmente fue hecho prisionero por los franquistas. Fue juzgado en consejo de guerra y condenado a muerte, aunque esta le fue conmutada tras algunas intervenciones a su favor por parte del diplomático cubano Ramón Estalella Pujola.
Murió en Madrid, en el domicilio de su hijo, el profesor Manuel Cardenal Iracheta, el sábado 5 de mayo de 1956, y fue enterrado en el cementerio de La Almudena. Dos años después fallecería también su esposa, María de las Mercedes Iracheta.

## Condecoraciones
- Gran cruz de la Orden de San Hermenegildo (1934)